# إعادة تقييم الليرة التركية
الليرة التركية الجديدة (التركية: Yeni Türk Lirası) كانت عملة تركيا والدولة المستقلة بحكم الأمر الواقع لجمهورية شمال قبرص التركية بين 1 يناير 2005 و31 ديسمبر 2008 وكانت فترة انتقالية لإزالة ستة أصفار من العملة. قُسمت الليرة الجديدة إلى 100 قرش جديد (yeni kuruş). كان الرمز YTL وكان رمز ISO 4217 TRY.

## تاريخ
بسبب التضخم المزمن الذي شهدته تركيا من 1970 إلى 1990، شهدت الليرة التركية القديمة انخفاضًا حادًا في قيمتها. وشهدت تركيا معدلات تضخم مرتفعة باستمرار مقارنةً بالدول المتقدمة: فبعد أن بلغ متوسط سعر صرف الليرة التركية 9 ليرات للدولار الأمريكي في أواخر 1960، وصل سعر صرفها إلى حوالي 1,650,000 ليرة للدولار الأمريكي في أواخر عام 2001. ومثل هذا متوسط تضخم سنوي بلغ حوالي 38%. وصف رئيس الوزراء التركي رجب طيب أردوغان هذه المشكلة بأنها "عار وطني". ومع إعادة تقييم الليرة التركية القديمة، أصبح الليو الروماني (الذي أُعيد تقييمه أيضًا في يوليو 2005) لفترة وجيزة أقل عملة قيمة في العالم.
 
في أواخر ديسمبر 2003، أقر المجلس الوطني التركي الكبير قانونًا يسمح بحذف ستة أصفار من العملة، وإصدار الليرة الجديدة. دخل هذا القانون حيز التنفيذ في 1 يناير 2005، لِيحل محل الليرة السابقة (التي ظلت سارية المفعول حتى نهاية عام 2005) بسعر صرف قدره 1,000,000 ليرة قديمة لكل 1 ليرة جديدة.
بعد طرحها، سُميت العملة رسميًا "الليرة التركية الجديدة"، ولكن وفقًا للبنك المركزي، كانت كلمة "جديد" (يني) مجرد إجراء "مؤقت". أفادت وكالة أنباء بأنه ستُلغى كلمة "جديد" في 1 يناير 2009. كما أشار المصدر نفسه إلى أن الأوراق النقدية ستحمل "أشكالًا وأحجامًا مختلفة لمنع التزوير". وفي الوقت نفسه، كان من المقرر إصدار فئة جديدة، وهي 200 ليرة.

## عملات معدنية
طُرحت العملات المعدنية عام 2005 بفئات 1، 5، 10، 25، و50 قرشًا جديدًا (يني) وليرة جديدة 1 (يني). سُك القرش الجديد الواحد (يني) من النحاس الأصفر، بينما سُكت فئات 5، 10، و25 قرشًا جديدًا من النحاس والنيكل، بينما سُكت فئة 50 قرشًا جديدًا و1 ليرة جديدة من المعدنين. تحمل جميع العملات المعدنية صور مصطفى كمال أتاتورك.
مما أثار استياء البنك المركزي الأوروبي، أن أحجام وتركيبات العملات المعدنية الجديدة من فئة 50 قرشًا و1 ليرة جديدة تشبه بوضوح تلك الخاصة بالعملات المعدنية من فئة 1 يورو و2 يورو على التوالي. (انظر صورة المقارنة في  لعملة YTL 1 وعملة 2 يورو.) قد يتسبب هذا في حدوث ارتباك في منطقة اليورو. كما تسبب في مشاكل للشركات التي تستخدم آلات البيع (خاصة في المطارات) في منطقة اليورو حيث أن عددًا من آلات البيع في ذلك الوقت قبلت عملة الليرة الجديدة على أنها عملة من فئة 2 يورو. نظرًا لأن قيمة 2 يورو تعادل أربعة أضعاف تقريبًا، فقد كان لا بد من ترقية آلات البيع المتضررة على نفقة مالكيها.

## الأوراق النقدية
طُرحت الأوراق النقدية، التي يطلق عليها البنك المركزي اسم "مجموعة إصدار E-8"، عام 2005 بفئات 1، 5، 10، 20، 50 و100 ليرة جديدة. وبينما حلت الفئات الأربع الدنيا محل الأوراق النقدية القديمة واستخدمت تصاميم متشابهة للغاية، لم يكن لفئتي 50 و100 ليرة جديدة ما يقابلها في العملة القديمة. تُظهر جميع الأوراق النقدية صورًا لمصطفى كمال أتاتورك في مراحل مختلفة من حياته، صورًا لمبانٍ، أماكن تاريخية وهامة أخرى في تركيا. دخلت سلسلة جديدة من الأوراق النقدية، "مجموعة إصدار E-9"، التداول في 1 يناير 2009، مع انتهاء صلاحية فئة E-8 بعد 31 ديسمبر 2009 (مع أنها لا تزال قابلة للاسترداد في فروع البنك المركزي حتى 31 ديسمبر 2019). تُشير الأوراق النقدية من فئة E-9 إلى العملة باسم "الليرة" وليس "الليرة الجديدة"، وتتضمن فئة 200 ليرة.
| الأوراق النقدية الصادرة 8                                                                                          | الأوراق النقدية الصادرة 8 | الأوراق النقدية الصادرة 8 | الأوراق النقدية الصادرة 8 | الأوراق النقدية الصادرة 8     | الأوراق النقدية الصادرة 8           | الأوراق النقدية الصادرة 8                     | الأوراق النقدية الصادرة 8 |
| صورة | صورة                      | قيمة                      | أبعاد                     | اللون الرئيسي                 | وصف                                 | وصف                                           | وصف                       |
| وجه العملة | يعكس                      | قيمة                      | أبعاد                     | اللون الرئيسي                 | وجه العملة                          | يعكس                                          |                           |
| --- | ------------------------- | ------------------------- | ------------------------- | ----------------------------- | ----------------------------------- | --------------------------------------------- | ------------------------- |
| |                           | 1 ليرة                    | 160 × 76 مم               | أحمر قرمزي، أزرق              | كمال أتاتورك                        | سد أتاتورك (كجزء من مشروع جنوب شرق الأناضول ) |                           |
| |                           | 5 ليرات                   | 162 × 76 مم               | الأصفر الباستيل والبني المخضر | كمال أتاتورك                        | Anıtkabir، Ankara                             |                           |
| |                           | 10 ليرة                   | 162 × 76 مم               | أحمر                          | كمال أتاتورك مع صورة ظلية علم تركيا | خريطة بيري ريس                                |                           |
| |                           | 20 ليرة                   | 162 × 76 مم               | أخضر                          | كمال أتاتورك                        | أطلال أفسس                                    |                           |
| |                           | 50 ليرة                   | 152 × 81 مم               | البرتقالي                     | كمال أتاتورك                        | كابادوكيا                                     |                           |
| |                           | 100 ليرة                  | 158 × 81 مم               | أزرق                          | كمال أتاتورك                        | قصر إسحاق باشا                                |                           |
| These images are to scale at 0.7 pixel per millimetre. For table standards, see the جدول مواصفات الأوراق النقدية . |                           |                           |                           |                               |                                     |                                               |                           |

## سعر الصرف TRY الحالي
| من Yahoo! Finance: | AUD CAD CHF EUR GBP HKD JPY USD INR |
| من XE.com:         | AUD CAD CHF EUR GBP HKD JPY USD INR |
| من Investing.com:  | AUD CAD CHF EUR GBP HKD JPY USD INR |
| منOANDA.com:       | AUD CAD CHF EUR GBP HKD JPY USD INR |

## روابط خارجية
- صور الأوراق النقدية والعملات المعدنية الجديدة
- عملات معدنية من تركيا مع الصور
- (بالتركية والإنجليزية) حملة تغيير العملة التركية الرسمية الجديدة
- (بالتركية والإنجليزية) موقع معلومات YTL
- (بالتركية والإنجليزية) عملات الدولة العثمانية
- (بالتركية والإنجليزية) الأوراق النقدية للجمهورية التركية
- (بالتركية والإنجليزية) العملات المعدنية والأوراق النقدية للجمهورية التركية| - ع - ن - ت اقتصاد تركيا                                                                                                                                                                                                                                                                                                     | - ع - ن - ت اقتصاد تركيا | - ع - ن - ت اقتصاد تركيا |
| --- | ------------------------ | ------------------------ |
| - الليرة التركية - البنك المركزي التركي - بورصة إسطنبول - وزارة الخزانة والمالية - الزراعة في تركيا - السياحة في تركيا - الطاقة في تركيا - النقل في تركيا - التجارة الخارجية لتركيا - التعدين في تركيا - الصناعة في تركيا - البطالة في تركيا - الديون الخارجية لتركيا - التضخم في تركيا - الاستثمار الأجنبي المباشر في تركيا |                          |                          |